# Ogowe Górne
Ogowe Górne (fr. Haut-Ogooué) – jedna z gabońskich prowincji. Obszar prowincji wynosi 36,547 km², prowincję zamieszkuje 143 715 osób (2005). Ośrodkiem administracyjnym (stolicą) jest Franceville.

## Departamenty
Ogowe Górne jest podzielone na 8 departamentów:
- Djoue (Onga)
- Djououri-Aguilli (Bongouill)
- Lekoni-Lekori (Akieni)
- Lekoko (Bakoumba)
- Leboumbi-Leyou (Moanda)
- Mpassa (Franceville)
- Plateaux (Léconi)
- Sebe-Brikolo (Okondja)